# أحمد ولد يحي
أحمد عبد الرحمن يحي (ولد في 7 يناير 1976) هو  رجل أعمال موريتاني و رئيس الاتحاد الموريتاني لكرة القدم ، استلم رئاسة الاتحاد بعد فوزه في الانتخابات التي أجريت في ختام الجمعية العامة للاتحاد الموريتاني لكرة القدم المنعقدة في نواكشوط، بقصر المؤتمرات، يوم 29 يوليو 2011. 
فاز أحمد يحي في تلك الانتخابات على منافسه الأوحد آنذاك، رجل الأعمال مولاي ولد عباس، بعد منافسة شرسة بينهما حسمها أحمد يحي يومها لصالحه، بعد ما وصفه مؤيدوه في بيان لهم باقتناعهم ببرنامجه الطموح.
وصل أحمد يحي إلى رئاسة الاتحادية، قادماً من نادي أف سي نواذيبو الذي كان مؤسسه ورئيسه منذ عام 1999 إلى غاية 2011، حين أعلن استقالته رسمياً من رئاسة النادي، بعد انتخابه رئيساً للاتحاد.

## مناصب تقلدها
- مؤسس ومالك شركة A2M وهي شركة بحرية معروفة في المدينة الاقتصادية لموريتانيا «نواذيبو».
- عضو مؤسس لاتحاد رجال الأعمال الشباب في موريتانيا وعضو مكتبه التنفيذي.
- مؤسس نادي أف سي نواذيبو ورئيسه منذ التأسيس عام 1999 إلى غاية 2011.
- عضو المكتب التنفيذي بالاتحاد الموريتاني لكرة القدم 2004-2007
- رئيس لجنة المنتخبات الوطنية بالاتحاد الموريتاني لكرة القدم 2007
- عضو لجنة الأخلاقيات بالاتحاد الدولي لكرة القدم ممثلا لإفريقيا منذ 2012.
- رئيس الاتحاد الموريتاني لكرة القدم منذ 2011
- عضو المكتب التنفيذي للإتحاد الإفريقي لكرة القدم 2017
- رئيس اللجنة القانونية بالإتحاد الإفريقي لكرة القدم 2017

## اقتباس  لولد يحي
«إن الخمول الذي تعاني منه كرة القدم الموريتانية ليس قدراً محتوماً حتى نستسلم له، ولكنه مرض يحتاج إلى علاج». أحمد ولد يحيى في 29 يوليو 2011 لدى فوزه برئاسة الاتحاد الموريتاني.